# Tinejdad
Tinejdad (auch Tinjdad; arabisch تنجداد, DMG Tinaǧdād; Zentralatlas-Tamazight ⵜⵉⵏⵊⴷⴰⴷ) ist eine Oasenstadt mit etwa 9500 Einwohnern in der Provinz Errachidia in der Region Drâa-Tafilalet im Südosten Marokkos.

## Lage und Klima
Tinejdad liegt unmittelbar an der N10 etwa 55 km östlich von Tinghir und etwa 90 km (Fahrtstrecke) westlich von Erfoud in einer Höhe von ca. 1020 m. Es ist eine langgezogene Oasensiedlung zu beiden Seiten des meist ausgetrockneten Oued Todra und – abgesehen von Goulmima – die östlichste Station an der „Straße der Kasbahs“. Das Klima in Tinejdad ist wüstenartig; der spärliche Regen (ca. 125 mm/Jahr) fällt nahezu ausschließlich im Winterhalbjahr.

## Bevölkerung
| Jahr      | 1994 | 2004 | 2014 | 2024 |
| Einwohner | 5755 | 7494 | 8942 | 9528 |

Die anhaltende leichte Zunahme der Bevölkerung beruht im Wesentlichen auf der Zuwanderung von Berberfamilien aus den Bergregionen des Hohen und Mittleren Atlas.

## Wirtschaft
Die wirtschaftliche Situation basiert auf der Oasenwirtschaft, die ihrerseits wiederum abhängig ist vom frühjährlichen Schmelzwasser des Hohen Atlas. Der Tourismus spielt kaum eine Rolle.

## Geschichte
Zur Geschichte des Ortes ist – mangels schriftlicher Aufzeichnungen – nichts bekannt. Wie in allen Oasentälern Südmarokkos dürften die Menschen hier jedoch schon seit Jahrtausenden sesshaft geworden sein, denn in den Oasen fand man alles, was zu einem dauerhaften Überleben notwendig war: Dattelpalmen sowie andere schattenspendende Bäume (Granatapfelbaum, Feigenbaum etc.) sowie fruchtbare, leicht zu bewässernde Böden für den Anbau von Getreide (v. a. Gerste) und Gemüsepflanzen (v. a. Bohnen). Viehwirtschaft in größerem Stil war jedoch in den Oasen nicht möglich, da ansonsten die mühsam angebauten Feldfrüchte gefährdet waren.

## Sehenswürdigkeiten

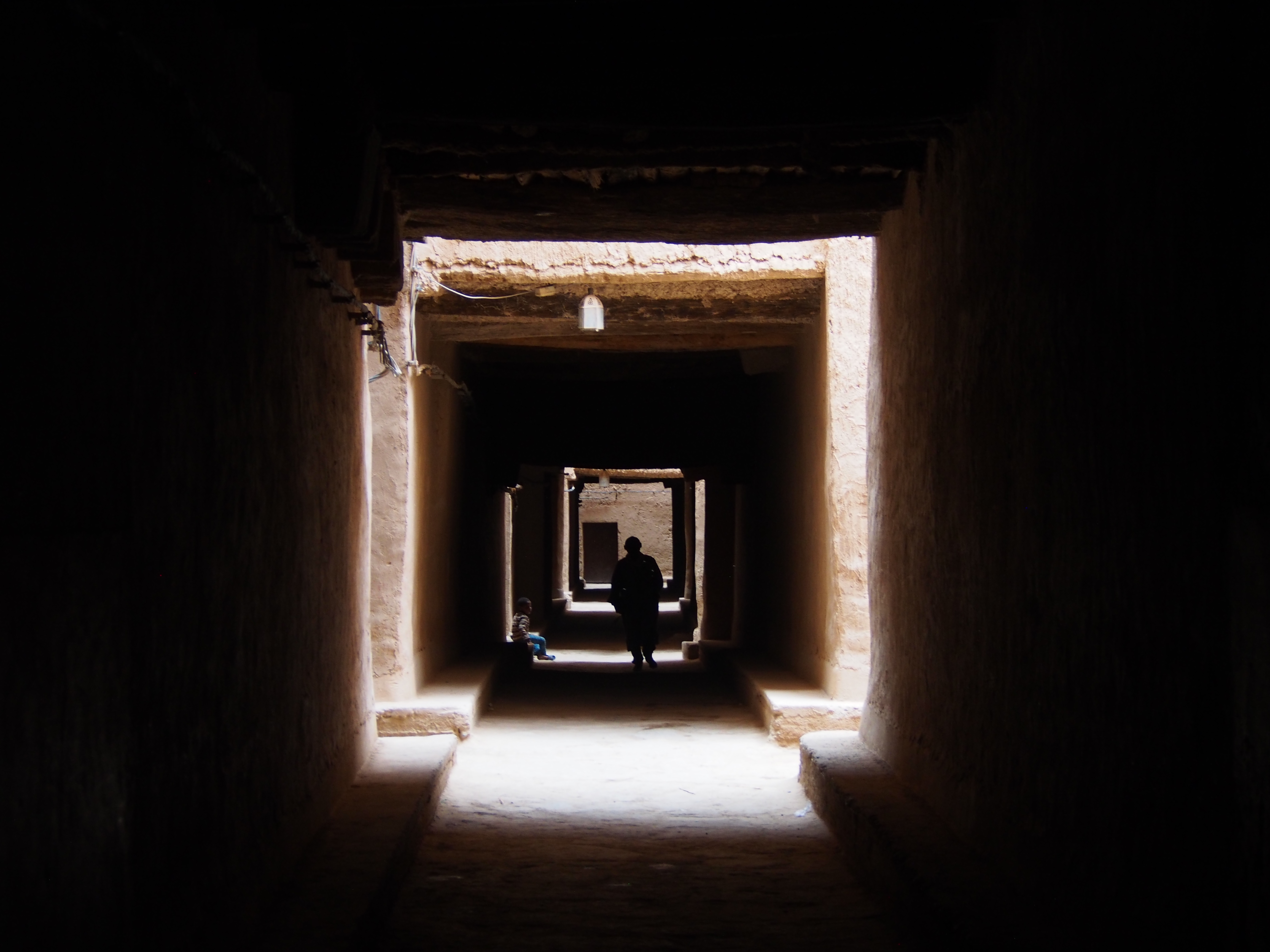
Teils überbauter Weg im Ksar El Khorbat (2016)

- Die ehemals vorhandenen Lehmbauten sind aus dem Stadtbild weitestgehend verschwunden und durch neue Bauten mit Wänden aus Hohlblocksteinen, Decken aus Beton, großen Fenstern und Satellitenschüsseln ersetzt worden.
- Einzige Attraktion von Tinejdad ist der – erst im 19. Jahrhundert erbaute und etwa 5 km westlich des heutigen Ortes gelegene – Ksar El Khorbat mit seinem rechtwinklig verlaufenden und an mehreren Stellen überbauten Wegenetz. Die gesamte Architektur des Ksar orientiert sich nicht an den weiter westlich gelegenen Kasbahs von Tinghir u. a., sondern an den regelmäßig angelegten Ksur in der Umgebung von Rissani. Der aus Stampflehm – in Teilen auch aus ungebrannten Lehmziegeln – errichtete Ksar ist nur noch zum Teil bewohnt; andere Teile sind in den Jahren nach 2000 in internationaler Kooperation zu einem Museum und zu einem Hotel umgewandelt worden. Das Museum zeigt in mehreren Räumen Exponate aus dem Alltagsleben der Berber.